# TAR-21
De IMI Tavor TAR-21 of gewoon TAR-21 is een bull-pup aanvalsgeweer dat voor 5,56×45mm NAVO patronen is ingericht. Het wapen kan wisselen tussen semiautomatisch en automatisch. Het is genoemd naar de Taborberg en TAR-21 komt van "Tavor Assault Rifle - 21st Century". De TAR is pas verkozen als het toekomstige aanvalsgeweer voor het Israëlische defensieleger en over een paar jaar is het het standaard Israëlische infanteriewapen.
De Tar-21 is ontworpen als Bull-pup, net zoals de Franse FAMAS, de Oostenrijkse Steyr AUG en de Chinese QBZ-95.

## Varianten
- TAR-21 - De standaard versie.
  - GTAR-21 - De standaard versie, waar een M203 granaatwerper onder geplaatst kan worden.
- CTAR-21 - Compacte versie met een korte loop. Deze versie is speciaal gemaakt voor commando's en Special Forces.
- STAR-21 - Sluipschutter-versie. Deze versie heeft een inklapbare tweepoot en een ACOG 4× richtkijker van het bedrijf Trijicon.
- MTAR-21 - Een versie die veranderd kan worden in een machinepistool. Hier kan een knaldemper op geplaatst worden.
  - Zittara - Een Indiase lokaal geproduceerde versie die voor 5,56×30mm MINSAS patronen is ingericht.

## Gebruikers
- Azerbeidzjan
- Brazilië
- Colombia
- Ethiopië
- Georgië
- Guatemala
- India
- Filipijnen
- Portugal
- Thailand
- Oekraïne